# Mezinárodní filmový festival v Locarnu

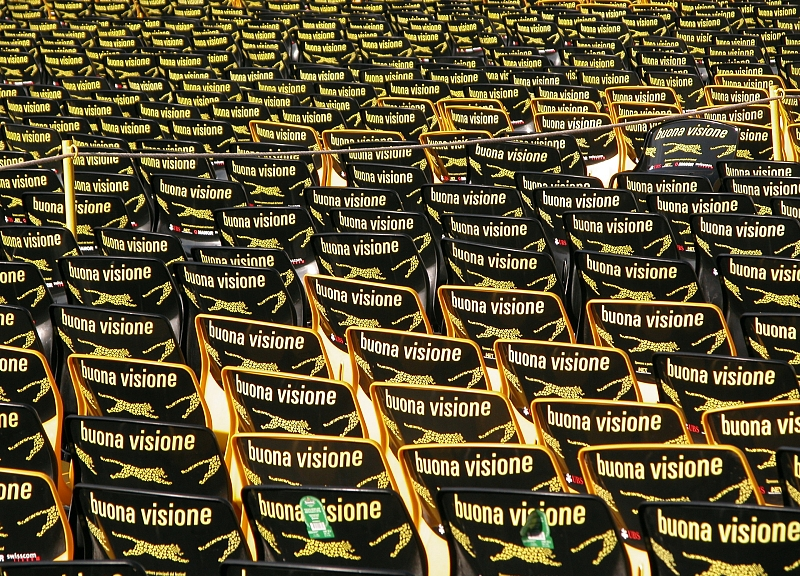
Židle připravené k promítání na Piazza Grande

Mezinárodní filmový festival v Locarnu (italsky Festival Internazionale del Cinema di Locarno) je filmový festival pořádaný od roku 1946, vždy v srpnu, ve švýcarském městě Locarno. Do roku 1948 se zde udělovali jen filmová uznání; první ceny zde byly uděleny mezinárodní porotou až v roce 1949. V roce 1958 se v Locarnu poprvé udělovaly ceny "Zlatá plachetnice" a "Stříbrná plachetnice". (V roce 1966 se od udělování oficiálních cen upustilo a v letech 1967 - 1969 neměl festival vůbec soutěžní charakter. Teprve v roce 1970 se opět ceny začaly udělovat.) Hlavní cenou je Zlatý leopard (Pardo d'oro). Projekce filmů se mimo jiné konají také pod širým nebem na velkém plátně na náměstí Piazza Grande.